# Gimnets
|  | Per a altres significats, vegeu «Gimnets (desambiguació)». |

Els gimnets (grec antic: γυμνῆτες) o gimnesis (grec antic: γυμνήσιοι) fou una classe d'esclaus públics pròpia d'Argos, equivalents als hilotes d'Esparta i als penestes de Tessàlia. El seu nom prové del fet que servien d'infanteria lleugera, que en grec rebien el nom de gimnets (al seu torn derivat del grec γυμνός 'nu', perquè anaven poc armats).
Hom atribueix als gimnets un relat d'Heròdot a propòsit de la ciutat d'Argos, segons el qual, després de la mort de sis mil ciutadans argius en una batalla contra els espartans, liderats pel rei Cleòmenes I, els esclaus (que serien els gimnets) prengueren el poder a Argos, es casaren amb les dones argives i es convertiren en homes lliures. No obstant això, les dones sentien menyspreu pels antics esclaus i no van tenir gaires fills, de manera que la pròxima generació dels argius (els fills dels ciutadans morts en batalla) va aconseguir expel·lir els gimnets de la ciutat, que es retiraren per la força a la veïna Tirint. Els gimnets feren la guerra contra els argius per recuperar-la, però sortiren derrotats i foren foragitats del territori o bé tornaren a la condició d'esclaus.